# Corendon Airlines

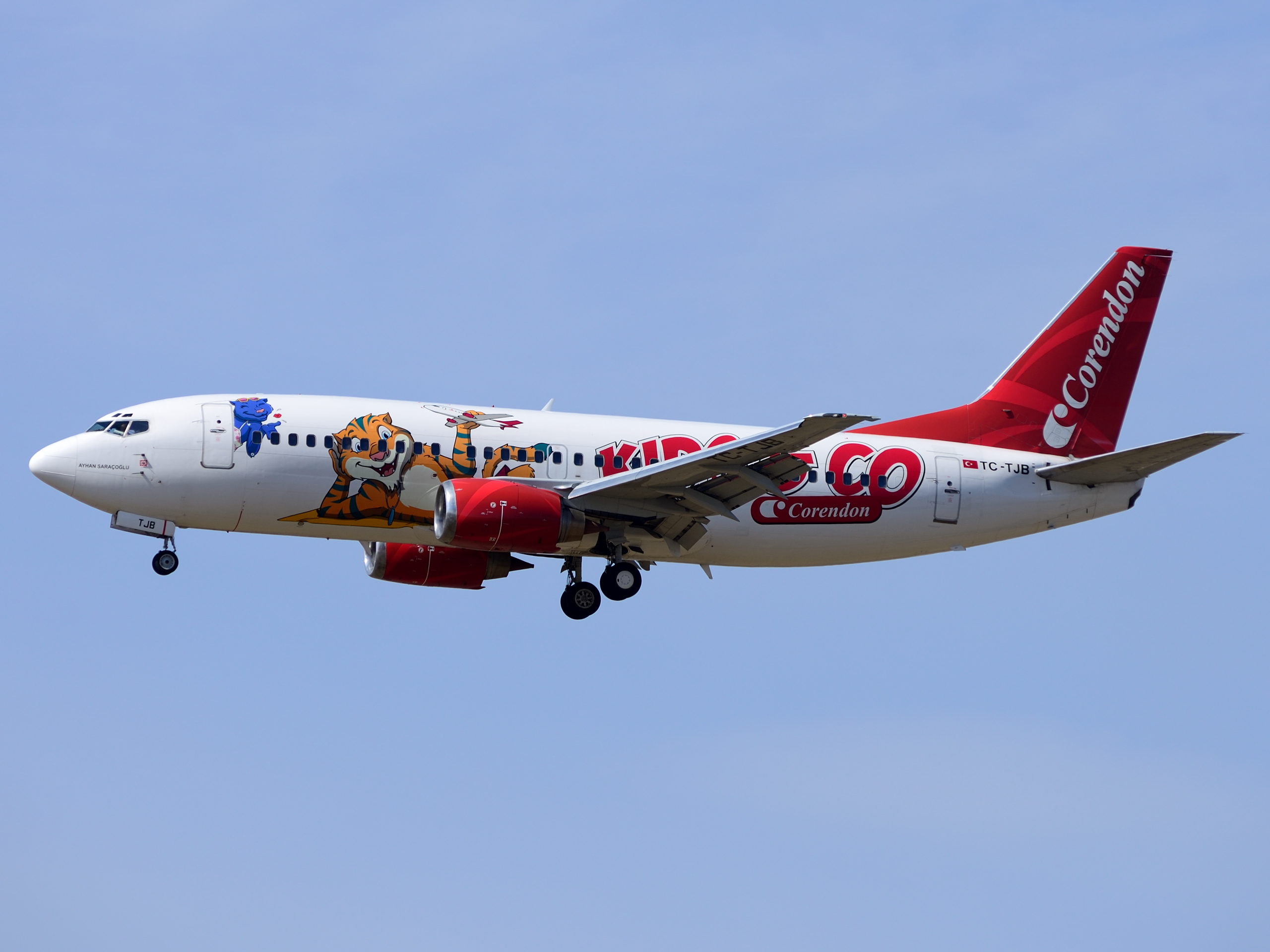
Un Boeing 737-300 de Corendon Airlines

Corendon Airlines est une agence de voyages et une compagnie aérienne turque, à bas coûts, qui dessert Antalya en Turquie.

## Histoire
Corendon Airlines est créée par l'agence de voyage Corendon en 2004. Elle a opéré son premier vol le 12 avril 2005 de l'aéroport d'Eindhoven à l'aéroport Sabiha Gökçen d'Istanbul.
En 2023, la compagnie inaugure une zone sans enfants d'une centaine de places dans ses Airbus A350 sur la ligne Amsterdam-Curaçao. L'agence souhaite également déployer une ligne de train entre aéroports belges et néerlandais, notamment pour promouvoir la ligne aérienne précédemment évoquée.

## Filiales

### Corendon Dutch Airlines
Corendon Dutch Airlines est la division néerlandaise de Corendon Airlines. Créée en 2011, elle est basée à l'Aéroport d'Amsterdam-Schiphol. Elle opère depuis et vers ce dernier.

### Corendon Airlines Europe
Corendon Airlines Europe est la division maltaise de Corendon Airlines. Créée en 2017, elle est basée à l'Aéroport international de Malte. Elle est spécialisée dans les vols charters.

## Flotte

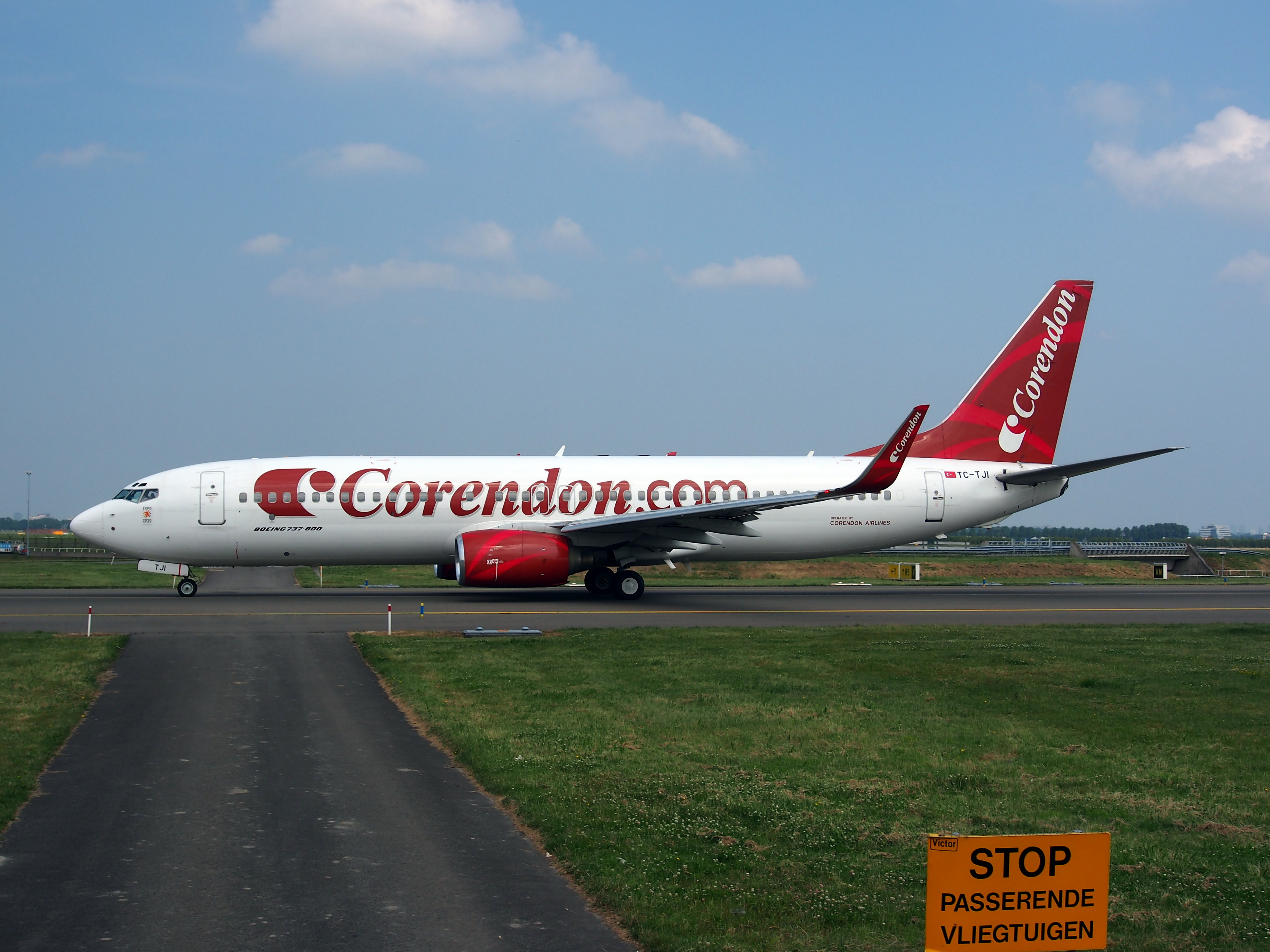
Boeing 737-8S3 (TC-TJI) de Corendon Airlines

Fin octobre 2020, la compagnie exploite les avions suivants :

Logos
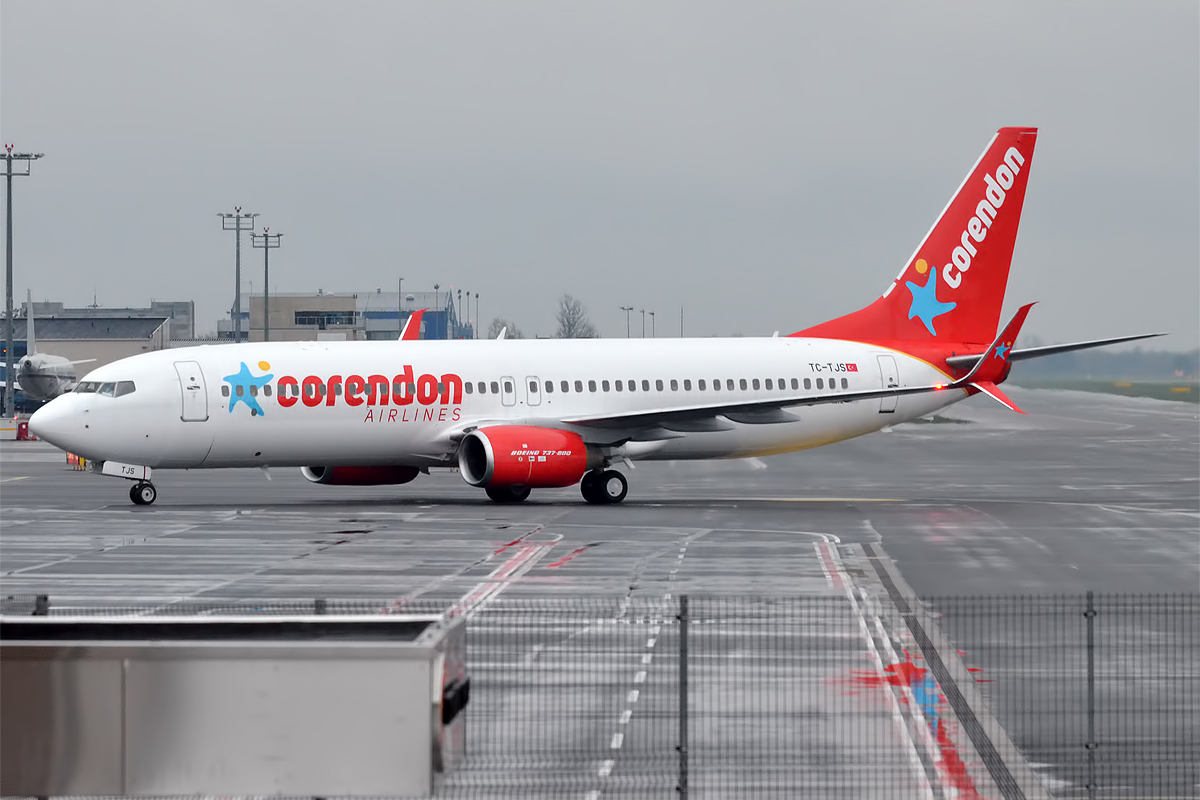
Boeing 737-81B
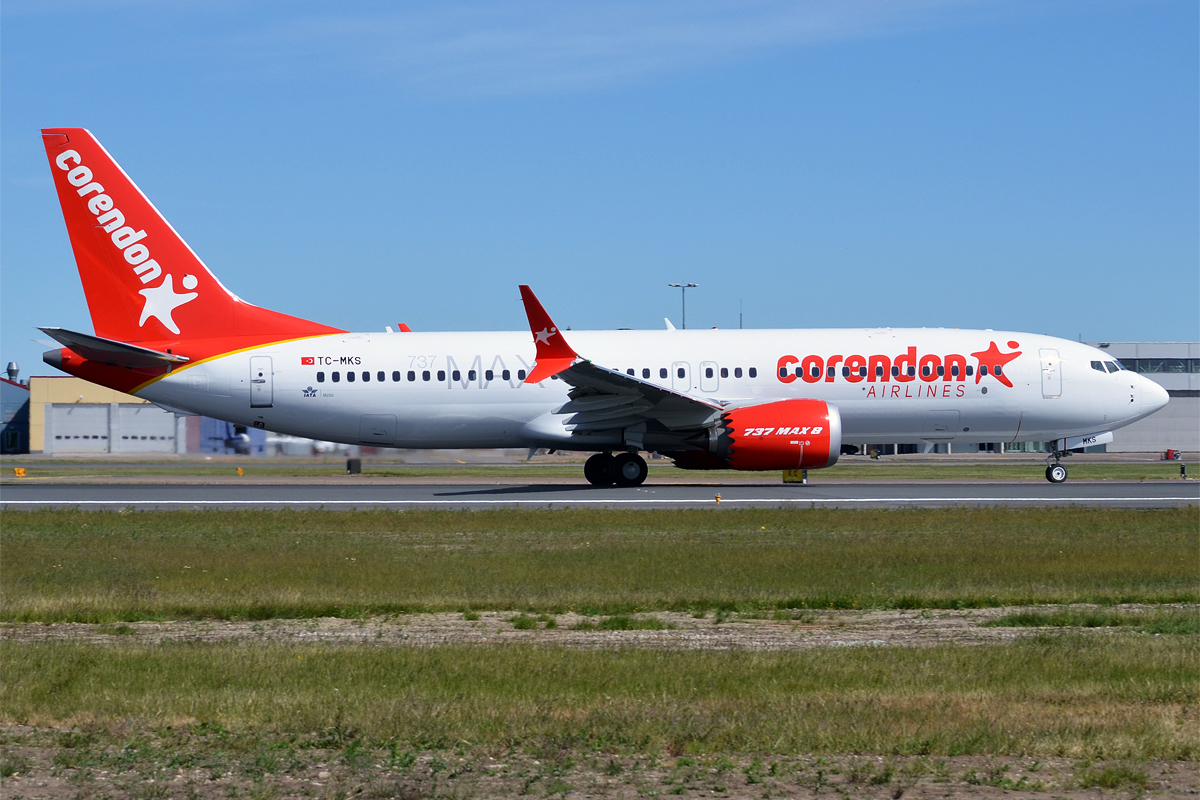
Boeing 737-8 MAX

## Destinations
Corendon Airlines dessert les destinations suivantes :
| Pays        | Ville                        | Aéroport                                              |
| ----------- | ---------------------------- | ----------------------------------------------------- |
| Autriche    | Graz                         | Aéroport de Graz                                      |
|             | Linz                         | Aéroport de Linz                                      |
|             | Salzbourg                    | Aéroport de Salzbourg-W.-A.-Mozart                    |
|             | Vienne                       | Aéroport de Vienne-Schwechat                          |
| Allemagne   | Berlin                       | Aéroport Willy-Brandt de Berlin-Brandebourg           |
|             | Cologne                      | Aéroport Konrad-Adenauer de Cologne/Bonn              |
|             | Dresde                       | Aéroport de Dresde                                    |
|             | Düsseldorf                   | Aéroport international de Düsseldorf                  |
|             | Erfurt                       | Aéroport de Erfurt/Weimar                             |
|             | Francfort-sur-le-Main        | Aéroport de Francfort-sur-le-Main                     |
|             | Friedrichshafen              | Aéroport de Friedrichshafen                           |
|             | Hambourg                     | Aéroport Helmut-Schmidt de Hambourg                   |
|             | Karlsruhe                    | Aéroport de Karlsruhe/Baden-Baden                     |
|             | Leipzig                      | Aéroport de Leipzig/Halle                             |
|             | Munich                       | Aéroport Franz-Josef-Strauß de Munich                 |
|             | Münster                      | Aéroport international de Münster/Osnabrück           |
|             | Nuremberg                    | Aéroport Albrecht-Dürer de Nuremberg                  |
|             | Paderborn                    | Aéroport de Paderborn/Lippstadt                       |
|             | Rostock                      | Aéroport de Rostock                                   |
|             | Stuttgart                    | Aéroport de Stuttgart                                 |
| Belgique    | Bruxelles                    | Aéroport de Bruxelles-National                        |
|             | Charleroi                    | Aéroport de Charleroi/Bruxelles-Sud                   |
| Bonaire     | Kralendijk                   | Aéroport international Flamingo-Bonaire               |
| Curaçao     | Willemstad                   | Aéroport international de Curaçao                     |
| Égypte      | Hurghada                     | Aéroport international de Hurghada                    |
|             | Marsa Alam                   | Aéroport international de Marsa Alam                  |
| Espagne     | Fuerteventura                | Aéroport de Fuerteventura                             |
|             | Lanzarote                    | Aéroport de Lanzarote                                 |
|             | Las Palmas de Grande Canarie | Aéroport de Grande Canarie                            |
|             | Palma de Majorque            | Aéroport de Palma de Majorque                         |
|             | Tenerife                     | Aéroport de Tenerife-Nord et Aéroport de Tenerife-Sud |
| Grèce       | Corfou                       | Aéroport de Corfou                                    |
|             | Héraklion                    | Aéroport international Nikos-Kazantzakis de Héraklion |
|             | Kos                          | Aéroport international Hippocrate de l'île de Kos     |
|             | La Canée                     | Aéroport international de la Canée                    |
|             | Rhodes                       | Aéroport de Rhodes                                    |
| Maroc       | Nador                        | Aéroport de Nador-Al Aroui                            |
| Pays-Bas    | Amsterdam                    | Aéroport d'Amsterdam-Schipol                          |
| Royaume-Uni | Birmingham                   | Aéroport de Birmingham                                |
|             | Bristol                      | Aéroport de Bristol                                   |
|             | Glasgow                      | Aéroport de Glasgow-Prestwick                         |
|             | Manchester                   | Aéroport de Manchester                                |
|             | Newcastle-upon-Tyne          | Aéroport international de Newcastle                   |
| Suisse      | Bâle                         | Aéroport international de Bâle/Mulhouse               |
|             | Zurich                       | Aéroport international de Zurich                      |
| Turquie     | Adana                        | Aéroport international d'Adana-Sakirpasa              |
|             | Ankara                       | Aéroport international de Ankara-Esenboğa             |
|             | Antalya                      | Aéroport d'Antalya                                    |
|             | Balıkesir                    | Aéroport de Balıkesir                                 |
|             | Bodrum                       | Aéroport de Bodrum-Milas                              |
|             | Dalaman                      | Aéroport de Dalaman-Muğla                             |
|             | Diyarbakır                   | Aéroport international de Diyarbakır                  |
|             | Eskişehir                    | Aéroport de Eskişehir                                 |
|             | Gazimpaşa                    | Aéroport de Gazimpaşa-Alanya                          |
|             | Izmir                        | Aéroport Adnan-Menderes                               |
|             | Kayseri                      | Aéroport international de Kayseri-Erkilet             |
|             | Samsun                       | Aéroport de Samsun-Çarşamba                           |
|             | Zonguldak                    | Aéroport international de Zonguldak                   |